# مويسلي

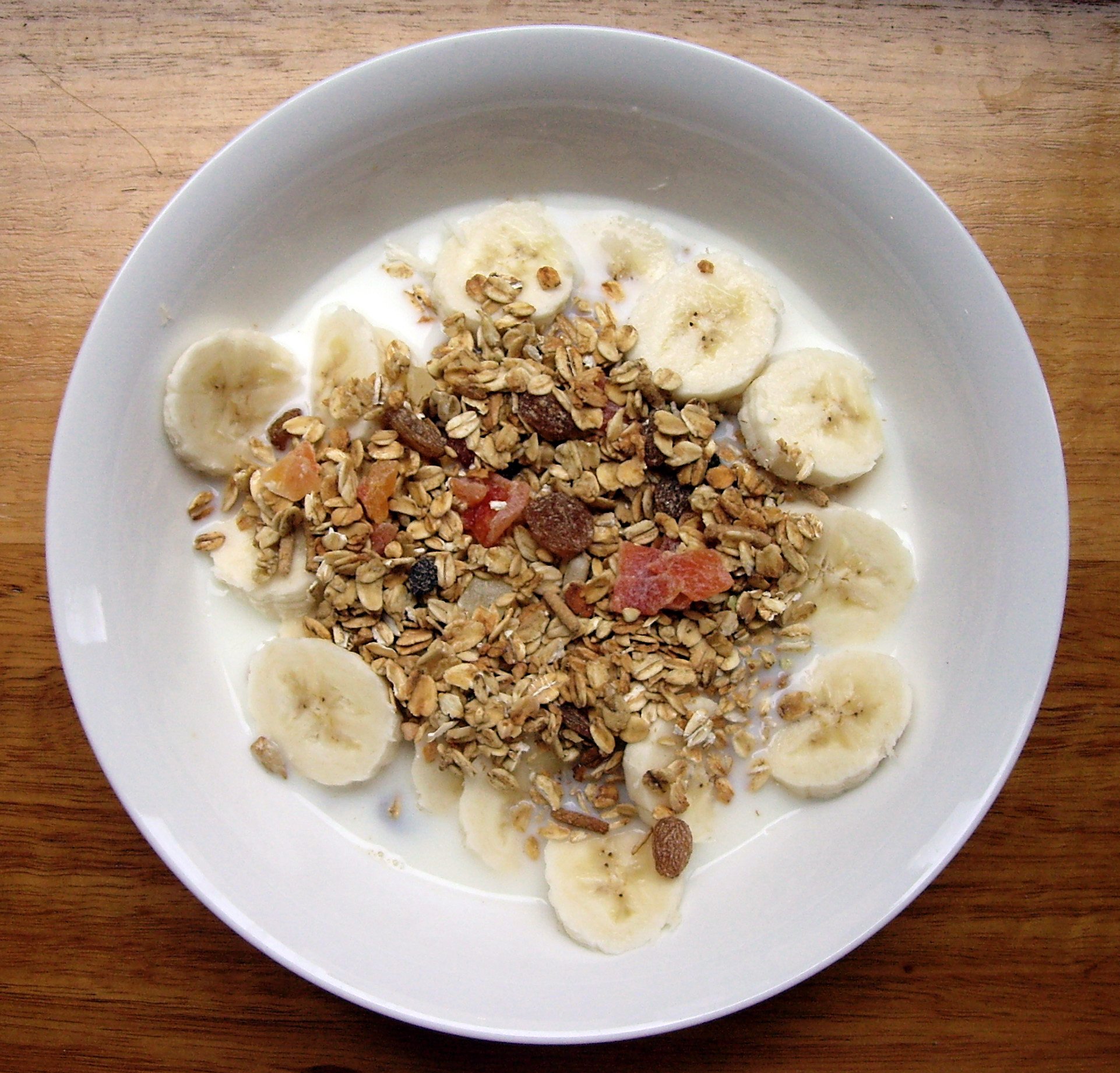
طبق مويسلي مضاف إليه حليب بقري وقطع من الموز.

الميُوسلي أو المويسلي أو المُسلي هو طبق إفطار يقدم بارداً مكونه الرئيسي هو الشوفان المطحون، والذي ينقع طوال الليل ويؤكل في صباح اليوم التالي. في أغلب الأحيان، يتم إضافة مكونات إضافية مثل الحبوب، المكسرات، البذور، الفواكه الطازجة أو المجففة، جنبًا إلى جنب مع الحليب أو الكريمة، وعصير الحمضيات، وفي كثير من الأحيان، العسل للتحلية.